# Testudovolva
Testudovolva là một chi ốc biển, là động vật thân mềm chân bụng sống ở biển thuộc họ Ovulidae.

## Các loài
Các loài thuộc chi Testudovolva bao gồm:
- Testudovolva ericae (Cossignani & Calo, 2002)
- Testudovolva nebula (Azuma & Cate, 1971)[2]
- Testudovolva nipponensis (Pilsbry, 1913)[3]
- Testudovolva orientis Cate, 1973[4]
- Testudovolva pulchella H. Adams, 1874[5]

Synonymized species
- Testudovolva freemani (Liltved & Millard, 1994)[6]: đồng nghĩa của Prionovolva freemani Liltved & Millard, 1994
- Testudovolva somaliensis Fehse, 2001: đồng nghĩa của Margovula somaliensis (Fehse, 2001)